# آرینسه اوده
آرینسه اوده (انگلیسی: Arinse Uade؛ زادهٔ ۲۶ دسامبر ۱۹۹۵) بازیکن فوتبال است.
وی همچنین در تیم ملی فوتبال Nigeria U17 بازی کرده‌است.